# Целикас
Целикас (на гръцки: Τσέλικας) е селище в Гърция, в дем Кожани, област Западна Македония.

## География
Целикас е разположено на 7 километра югоизточно от Кожани. На практика представлява голям хотелски комплекс.

## История
Селището е създадено на 17 март 1991 година.
| Година    | 1913 | 1920 | 1928 | 1940 | 1951 | 1961 | 1971 | 1981 | 1991 | 2001 | 2011 | 2021 |
| --------- | ---- | ---- | ---- | ---- | ---- | ---- | ---- | ---- | ---- | ---- | ---- | ---- |
| Население |      |      |      |      |      |      |      |      | 15   | 27   | 4    | 1    |